# ایستگاه راه‌آهن ترمینی رم
ایستگاه راه‌آهن ترمینی رم (انگلیسی: Roma Termini railway station) ایستگاه اصلی راه‌آهن در شهر رم، ایتالیا است.
این ایستگاه که در سال ۱۸۶۲ تاسیس شده به‌عنوان مهم‌ترین ایستگاه راه‌آهن در ایتالیا به عنوان ایستگاه ابتدایی و پایانی خطوط راه‌آهن این کشور محسوب میشود.

## نگارخانه

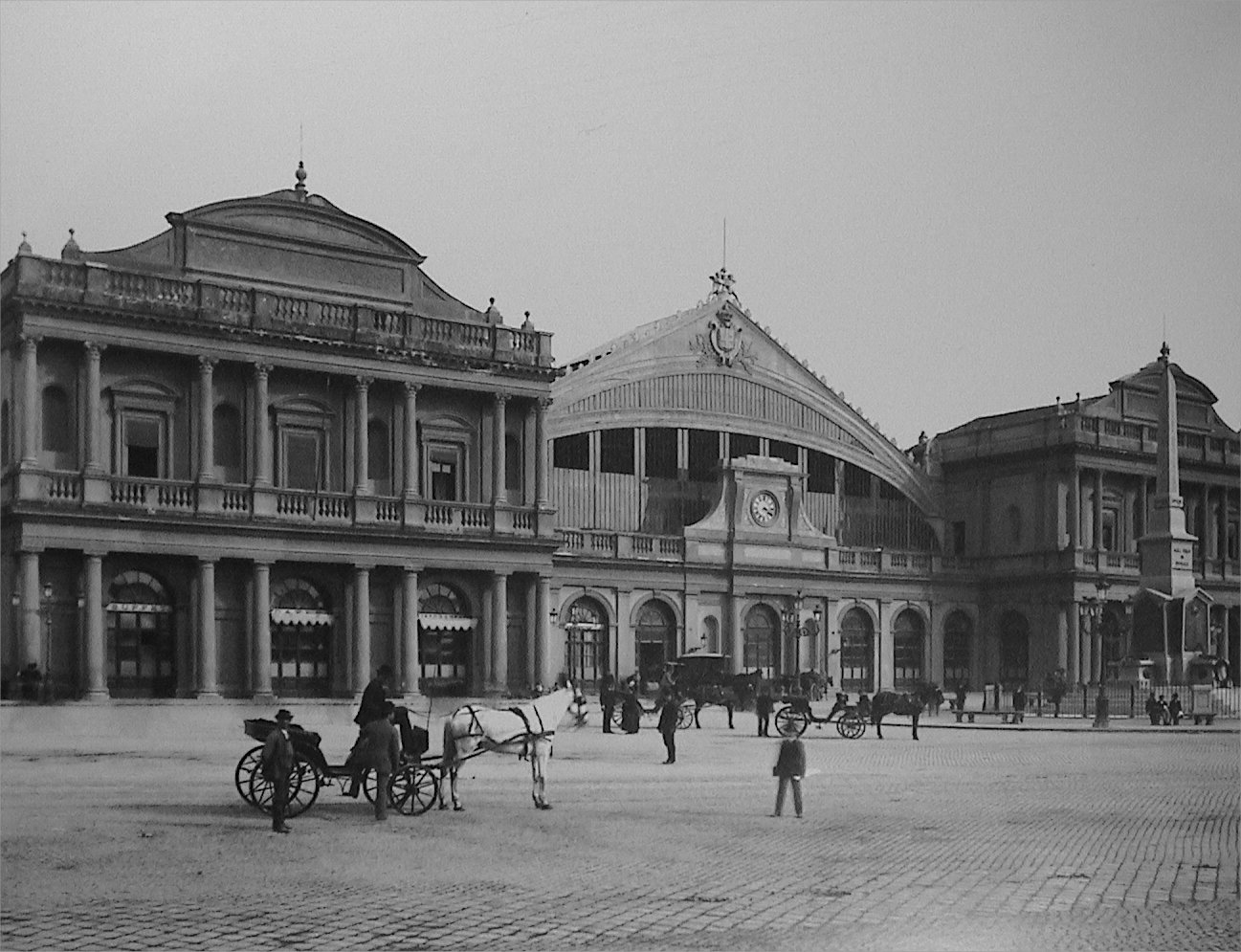
۱۸۹۰
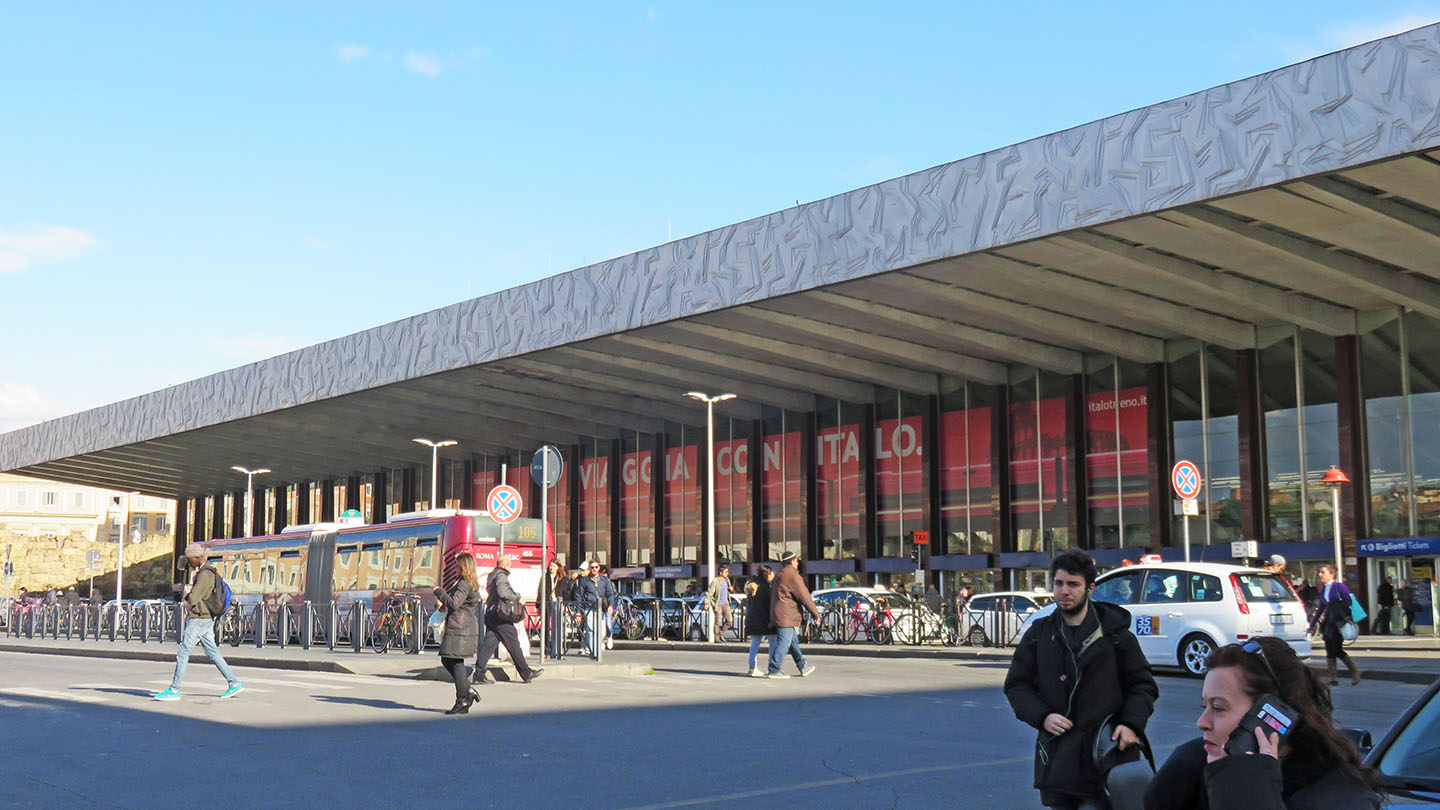
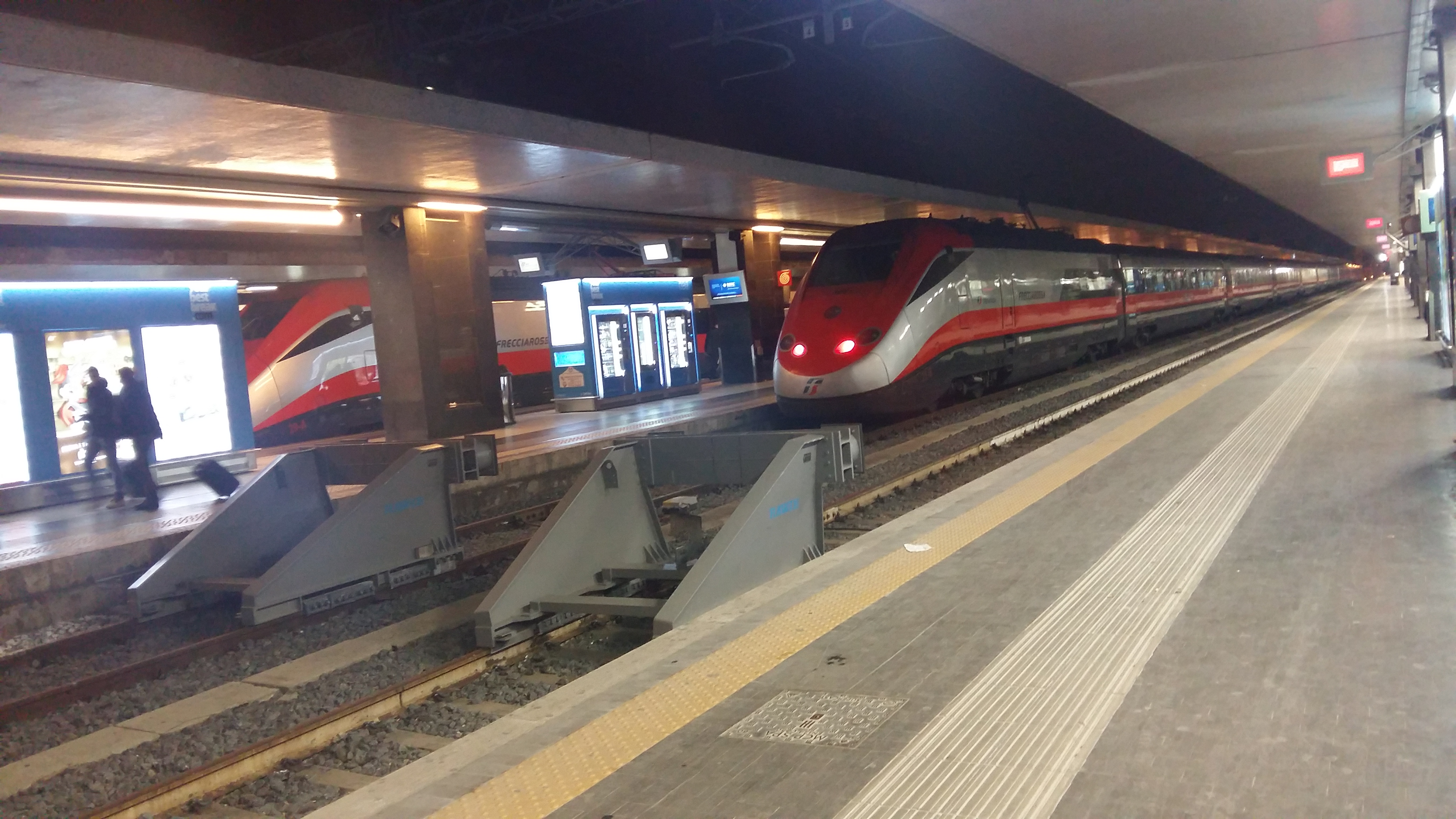
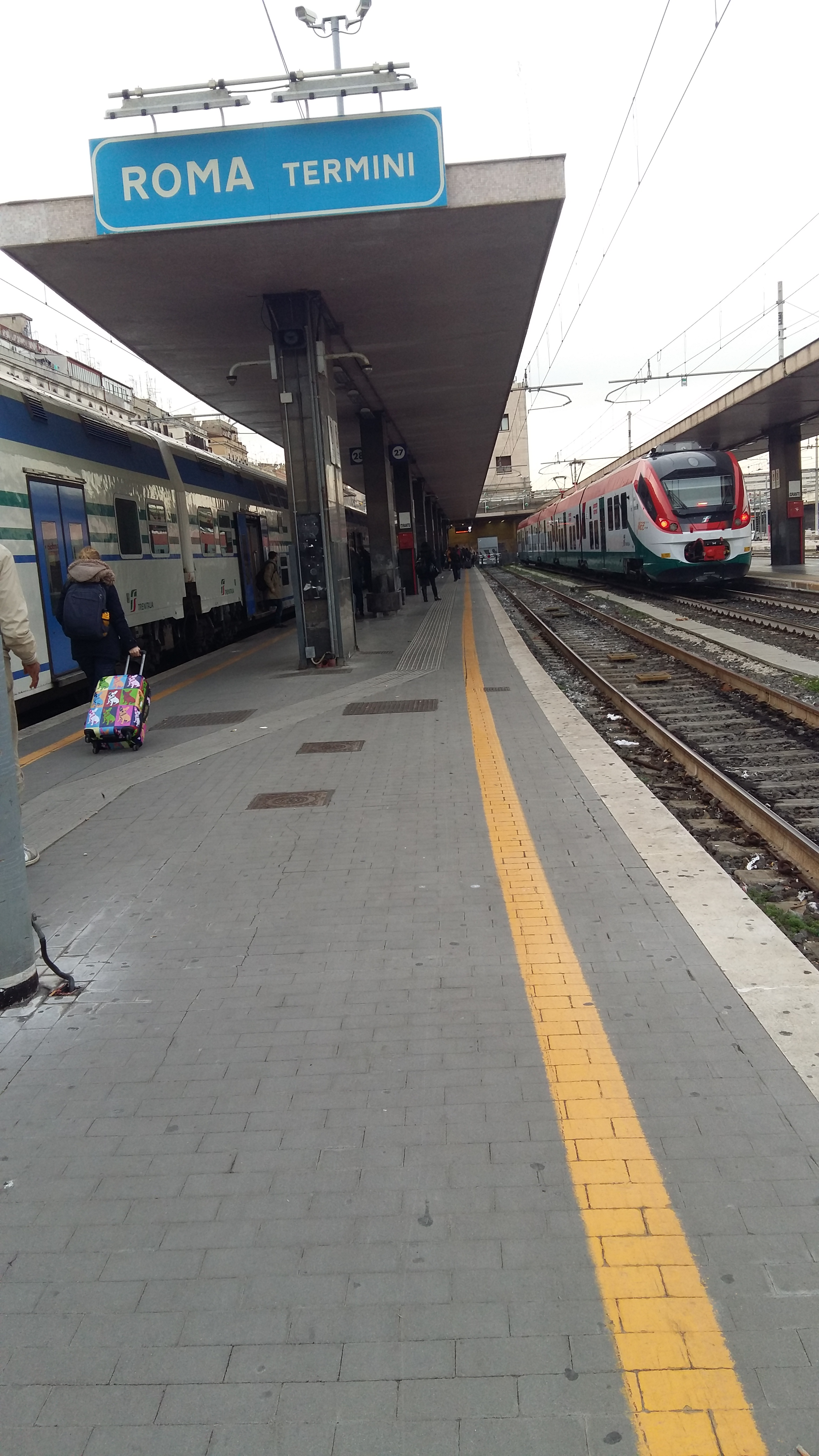